# 埃格洛夫施泰因
埃格洛夫施泰因是德国巴伐利亚州的一个市镇。总面积28.04平方公里，总人口1977人，其中男性1017人，女性960人（2011年12月31日），人口密度71人/平方公里。